# Airola
Airola – miejscowość i gmina we Włoszech, w regionie Kampania, w prowincji Benewent.
Według danych na 1 stycznia 2022 roku gminę zamieszkiwało 8098 osób (4001 mężczyzn i 4097 kobiet).